# Théo Mathy
Théo Mathy (Namen, 23 oktober 1924 - Sombreffe, 27 maart 2007) was een bekende Waalse sportjournalist en tv-presentator. Als "Monsieur Vélo" ('meneer fiets') versloeg hij in de hoogtijdagen van de Belgische wielersport vele wielrenwedstrijden en was daarmee de tegenhanger op tv van radioverslaggever Luc Varenne.
Gestart als sportjournalist bij het dagblad Les Sports en vervolgens overgestapt naar het dagblad La Cité, trad hij bij de opkomst van de sportverslaggeving op de televisie toe tot de sportredactie van de Franstalige Belgische zender RTBF waaraan hij tot aan zijn pensionering verbonden bleef en waar hij vooral met zijn commentaar bij het wielrennen furore maakte. Aardig detail is dat hij de eerste verslaggever was die op de televisie een interview afnam van de destijds zeventienjarige Eddy Merckx die op dat moment - 1962 - de overwinning bij de Belgische debutanten had behaald
Mathy stond bekend om zijn zeer grote kennis van de sport, zowel die van België als van daarbuiten. Hij schreef daar ook boeken over, zoals de door veel Frans- en Nederlandstalige sportjournalisten geraadpleegde Dictionnaire des sports et des sportifs belges (in het Nederlands vertaald als de Encyclopedie van de Belgische sportlui en sporten) en onder meer een werk over de Belgische wielergeschiedenis getiteld Les géants du cyclisme belge: 75 ans de victoires ininterrompues (vertaald als Reuzen van de wielersport: 75 jaar ononderbroken Belgische overwinningen).
Théo Mathy die al enige tijd ziek was, overleed op 82-jarige leeftijd thuis in zijn slaap.